# Alfred Tomatis
Alfred A. Tomatis (Niza 1 de enero de 1920 - Carcasona 25 de diciembre de 2001),  otorrinolaringólogo de fama internacional, psicólogo, investigador e inventor. Recibió su doctorado en medicina en 1945 por la Facultad de Medicina de París y dimitió de la Orden de médicos. Sus teorías sobre el tratamiento de los problemas de audición y lenguaje son conocidas bajo el nombre de Método Tomatis o Audio-Psico-Fonología (APP).

## Biografía
Consagró lo esencial de su vida profesional a estudiar los procesos que ligan la escucha al lenguaje. Su padre, Humbert Tomatis, fue cantante profesional, en concreto era "bajo noble" en la ópera de París. Conjugando el amor por el canto y la música, heredados de su familia, con los intereses por la práctica clínica, se llegó a apasionar por las relaciones que existen entre oído y voz.
Desde 1947 comienza unas investigaciones en los dominios de la audiología y la fonología que conducirán a la formulación de un cierto número de leyes que en adelante llevarán el nombre de efecto Tomatis (comunicado por Mr. Husson en la Academia de ciencias y en la Academia de medicina en 1957).

Estos descubrimientos profundizan los estrechos vínculos que existen entre el oído, la voz y el sistema nervioso. Este descubrimiento es la base del método que lleva su nombre y que es aplicado en los Institutos Tomatis por todo el planeta.
El Dr. Tomatis ha demostrado que modificando las facultades auditivas de un sujeto se obtenían transformaciones en el comportamiento y el lenguaje. A tal efecto ha puesto a punto un aparato específico: el Oído Electrónico de precesión. Lo que también supuso el origen de la nueva disciplina que es la Audio-Psico-Fonología.
Alfred Tomatis definió las tres leyes del 'Efecto Tomatis, para «optimizar la capacidad de comunicación de la que dispone cualquiera, dando o volviendo a dar al sujeto, lo más rápidamente posible, su plena autonomía».
Todo comenzó hace unos cincuenta años a partir de la conexión entre dos series de observaciones. Siendo otorrinolaringólogo e hijo de cantante tuvo que trabajar con artistas cuya voz se había roto. En la misma época, dirigía el Laboratorio de acústica de los Arsenales de Aeronáutica. Examinaba a personas que tenían deteriorada la audición al trabajar en los bancos de pruebas de los reactores supersónicos, para posteriormente decidir si se les debía indemnizar. En estas personas notó que bastante a menudo también sufrían una muy clara deformación de la voz.
Se preguntó entonces si la audición dañada no era finalmente la causa de las perturbaciones de la voz, incluso en el caso de los cantantes.
En efecto, un gran tenor llega hasta los 110, 120 e incluso 130 dB. Esto da aproximadamente 150 dB en el cráneo. Ahora bien, un reactor ATAR a nivel del suelo da 132 dB, aunque no con la misma energía y sí con la misma intensidad de salida.
Profundizando sus observaciones, a A. Tomatis le impresionó entonces el paralelismo que existe entre el examen audiométrico de un sujeto y la curva envolvente del análisis espectral de su voz; así, comienza una serie de experimentos sobre las reacciones y contra-reacciones de la audición sobre la emisión vocal.
Para ello utilizó dos montajes:
- el primero permitió visualizar la descomposición armónica de los sonidos emitidos (análisis espectral) mediante un micrófono y un analizador.
- el segundo daba la posibilidad de modificar a placer la audición del sujeto sometido a la experiencia; su voz era captada por un cierto tipo de micrófono pegado a un amplificador cuyas características de respuesta en el nivel de los auriculares que lleva el sujeto son modificables gracias a un juego de filtros (Filtro paso alto / Filtro pasa bajo /Filtro paso banda) que permiten de este modo variar la forma de escucha del sujeto y, por consiguiente, su manera de controlarse.
La extraordinaria importancia de las contra-reacciones que surgían entonces permitió a A.Tomatis afirmar que existe un auténtico circuito cerrado de auto-información cuyo sensor de control, durante la emisión en el nivel de los órganos fonadores, no es otro que el oído, y que toda modificación impuesta a este sensor instantáneamente comporta una modificación considerable del gesto vocal, fácil de descubrir auditiva y visualmente, en todos los casos físicamente controlables por el tubo catódico del analizador.
De este modo, habiendo comprobado que un modo de expresión vocálico propio de un condicionamiento del conjunto del aparato fonatorio exteriorizándose mediante un gesto vocal conocido, responde a una forma de escuchar determinada por un condicionamiento más o menos complejo del conjunto del aparato auditivo, así como también habiendo comprobado que toda modificación en la forma de escuchar engendra un nuevo gesto fonatorio, A.Tomatis transformó el condicionamiento defectuoso por un nuevo condicionamiento calculado sobre la base de una curva de respuesta auditiva ideal (la de un gran profesional de la voz, por ejemplo).
Desde las primeras sesiones, se constata que persiste una remanencia temporal de este nuevo estado; y, al final de un cierto periodo de entrenamiento, deviene permanente.
Para realizar en la práctica este proceso, A.Tomatis puso en marcha un aparato que en adelante vino a llamarse oído electrónico de efecto Tomatis.
Por otra parte a A. Tomatis se debe un estudio que le acerca a la fonoterapia cuando relaciona a ciertos fonemas con la actividad de los plexos nerviosos concatenados en y paralelamente a la raquis lo que aproxima su teoría a la antigua teoría de los mantras o mantran del yoga.

## El oído electrónico: su modo de funcionamiento
Este aparato es un complejo electrónico que comporta amplificadores, filtros y un juego de básculas electrónicas. Puede ser utilizado en dos situaciones:
1 - La información trasmitida por el magnetófono pasa a través del Oído Electrónico antes de alcanzar los oídos del sujeto mediante dos auriculares (entrenamiento puramente auditivo).
2 - La información transmitida por el magnetófono es percibida y reproducida por el sujeto durante los blancos sonoros repartidos sobre la banda magnética: casi simultáneamente, la voz del alumno es captada por un micro, controlada y modificada mediante el Oído Electrónico y después reproducida por los auriculares, escuchándose a sí mismo, por tanto, el sujeto, pero a través del oído electrónico (entrenamiento vocal).
El Oído Electrónico actúa modulando la información en el interior de una banda de paso determinada, con el fin de suprimir los  escotomas (caídas de la curva de escucha para ciertas frecuencias) y dar a esta curva la progresión necesaria (pendiente ascendiente) para una percepción y un análisis de máxima calidad.
Además, ofrece al mensaje sonoro dos caminos posibles hacia los auriculares terminales. El primer canal corresponde a la puesta en tensión del tímpano y de los músculos del martillo y del estribo, el segundo comporta más bien su relajación; entonces basta un simple reglaje para hacer pasar alternativamente la información de un canal al otro, y provocar de este modo un movimiento continuo de tensión y de relajación de los mecanismos musculares adaptadores del oído medio.
Esta micro-gimnástica comporta un fenómeno de remanencia que crea un condicionamiento muscular progresivo y permanente, deviniendo de este modo, el oído medio, capaz de llevar a cabo por sí solo, espontánea y correctamente, las regulaciones necesarias para la transmisión de los sonidos.
Estas diferentes funciones están aseguradas por 4 " bloques " electrónicos:
1. Los filtros: repartidos en dos pisos, forman los dos canales y modulan el paso de frecuencias (uno de ellos puede, por ejemplo, dejar el paso preferencialmente a las frecuencias altas, y el otro a las graves).

1. la báscula: regula las idas y venidas sucesivas de un canal al otro; es una suerte de puerta que se abre y se cierra según las variaciones de intensidad del mensaje sonoro.
2. El equilibrio: para preparar al oído derecho a ser el director, el vínculo entre las intensidades sonoras que corresponde a los dos auriculares es progresivamente diferenciado mediante la reducción de la intensidad en el izquierdo.
3. La precesión: sistema que permite un retardo que permite diferenciar la llegada del sonido por vía aérea respecto a la vía ósea.

En cuanto a la información sonora propiamente dicha, está constituida por un conjunto de bandas magnéticas registradas en el laboratorio, cuyo orden de difusión es determinado por el programa concebido en función del caso a tratar; se trata esencialmente de música y de voz humana, eventualmente tratadas electrónicamente, es decir, más o menos filtradas por reducción de la intensidad en las frecuencias graves.

## Las tres leyes
- La voz solo contiene lo que escucha el oído

o bien, en un lenguaje más específico: la laringe solo emite los armónicos que el oído pueda escuchar.
- Si permitimos que el oído lesionado tenga la posibilidad de escuchar correctamente las frecuencias perdidas o comprometidas, éstas serán instantánea e inconscientemente restituidas en la emisión vocal.

Es necesario saber que los sonidos se trasmiten al cerebro por dos vías: por percepción ósea y mediante la vía aérea.
El Oído Electrónico vía el auricular de escucha permite trabajar el conjunto de la percepción sonora mediante el efecto de báscula y transmite los sonidos al oído del sujeto según un esquema preciso; aparece un código, las células auditivas van a ser preparadas para recibir la excitación electiva de tal o tal frecuencia. Permite, con este procedimiento, "sobreimponer" al sujeto esta forma de escuchar, obligándolo así a percibir los sonidos siguiendo la acomodación deseada. En resumen, según Tomatis, esta gimnástica permite que todo el circuito neuromuscular se ponga a trabajar y va a hacer al cuerpo apto a escuchar, y por tanto a suprimir los disfuncionamientos de la voz.
Otra ley de Tomatis encuentra una gran aplicación en el dominio del aprendizaje de las lenguas vivas y se enuncia así:
- La estimulación auditiva mantenida durante un tiempo determinado modifica mediante efecto de remanencia la postura de auto-escucha en el sujeto y como consecuencia su fonación.

De hecho, esta ley alude al condicionamiento de auto-escucha necesario para el aprendizaje de la lengua en todos los parámetros fonéticos y semánticos.

## Influencia de Tomatis
El método Tomatis se aplica en 200 centros. El conjunto de los facultativos que trabajan en ellos están agrupados en una asociación profesional internacional que permite regular los estándars prácticos y las normas éticas.

En 2005 y 2007, el ministerio de Educación polaco ha introducido el método Tomatis en 400 escuelas para responder a todo tipo de problemas en el aprendizaje.
Este autor, aparte de los Centros que se refieren explícitamente a él, es el padre de una posteridad bastante diversa. Un cierto número de sus émulos, por motivo de conflictos personales, para evitar controversias en lo que rodea a la obra de Tomatis o para marcar su diferencia han propuesto útiles y métodos derivados evitando no obstante toda referencia a su inspirador: se puede citar en este conjunto de émulos al Dr Bérard (autor de la obra "audición = comportamiento", que ha conseguido un éxito muy importante en los EE. UU.; el Dr Isi Beler, inventor del semiófono y más tarde del lexífono; Patricia Joudry, que propuso utilizar registros sin emplear directamente el aparato; el Dr Bourdin, que utilizaba las fuentes de la informática y el Dr Issartel, etc.
El Dr. Auriol, inventor, junto con Marinof, del variófono, y después con el Pr. Thourel, del Akousmatix, así como Spirig o Bouchet, reconocían el principal aporte recibido de Tomatis, incluso si modificaron ciertos elementos para apuntar hacia alguna mejora.
También es conocido que los audio-protesistas de Burdeos (en cooperación con la IUT) han preparado un entrenamiento para la ayuda auditiva a sordos mediante CD grabados (para evitar el "efecto cajón" ('l'effet tiroir')).
Los CD son realizados individualmente con la ayuda de un programa apropiado. Utilizan, como Tomatis, filtrados, y extraen también —en el enfoque de Feijoo o de Auriol— variaciones en la localización aparente del sonido, etc.

## Títulos
- Presidente de la Asociación Internacional de Audio-Psico-Fonología.
- Profesor en la Ecole d’Anthropologie de Paris. Cátedra de Linguistique.
- Profesor de Psico-Lingüística en la Ecole des Psychologues Praticiens de l’Institut Catholique de Paris.
- Director del laboratorio de Psicho-Fisiología Acústica del Centre d’Essais des Propulseurs de Saclay.
- Miembro Honoris Causa del Dorstmundt-Institut de Múnich.
- Miembro Honoris Causa de la Universidad de Potchefstroom, Faculté de Psychologie.

## Distinciones
- Chevalier de la Santé Publique (1951)
- Medalla de Oro de la Recherche Scientifique Bruxelles (1958)
- Gran Medalla "de Vermeil" de la ville de Paris (1962)
- Premio Clemence Isaure (1967)
- Medalla d’Or de la Société “Arts, Sciences et Lettres” (1968)
- Comendador del Mérite Culturel et Artistique (1970)
- Medalla de Honor de la Société d’Encouragement aux Arts et Lettres (1992)